# Tetradecano
Tetradecano es un hidrocarburo alcano con la fórmula química CH3(CH2)12CH3.
El tetradecano tiene 1858 isómeros estructurales.